# Gmina Kiseljak
Gmina Kiseljak (boś. Općina Kiseljak) – gmina w Bośni i Hercegowinie, w kantonie środkowobośniackim. W 2013 roku liczyła 20 722 mieszkańców.